# Útila
Utila (île d'Utila) est la troisième plus grande île du Département des Islas de la Bahía au Honduras, après Roatán et Guanaja, dans une région des Caraïbes qui marque l'extrémité sud de la barrière de corail mésoaméricaine, la deuxième plus vaste au monde.

## Géographie
L'extrémité est de l'île est recouverte d'une fine couche de roches basaltiques, issues d'éruptions de divers cratères environnant dont celui de Pumpkin Hill qui constitue le point culminant de l'île avec ses 74 m.

## Histoire
L'île est connue depuis le quatrième voyage de Christophe Colomb et jouit d'un tourisme croissant, notamment pour la plongée sous-marine qui y est pratiquée, mais non sans impacts environnementaux.

## Environnement
On y a encore récemment découvert une nouvelle espèces (un scorpion du genre Diplocentrus, décrit en 2015), mais comme partout l'environnement se dégrade globalement.
Durant toute la décennie 2010, un travail collaboratif de recherche a porté sur la communauté d'Utila, relatif au sentiment de solastalgie, l'une des émotions de plus en plus éprouvée dans le monde face à la dégradation croissante et rapide de notre environnement et du climat. Ce travail s'est décliné autour de 3 approches : « 1) la croissance de la population et du transport motorisé liée à la vie sociale et au déclin environnemental; 2) le deuil de la perte de la richesse écologique du passé » (chute de la biodiversité et de la biomasse) ; et « 3) le deuil anticipé de dévastations écologiques supplémentaires et accélérées. »; Dans ce cadre, l'île et ses habitants ont servi à documenter et  partager des expériences individuelles et collectives vis-à-vis de la dégradation de l'environnement, mais aussi « pour accroître la gestion de l'environnement, et imaginer et mettre en œuvre des alternatives aux modèles dominants ».
La partie orientale et marine de l'île constitue un parc marin national créé en 2010, ainsi qu'un site Ramsar depuis le 2 février 2013.

### Illustrations

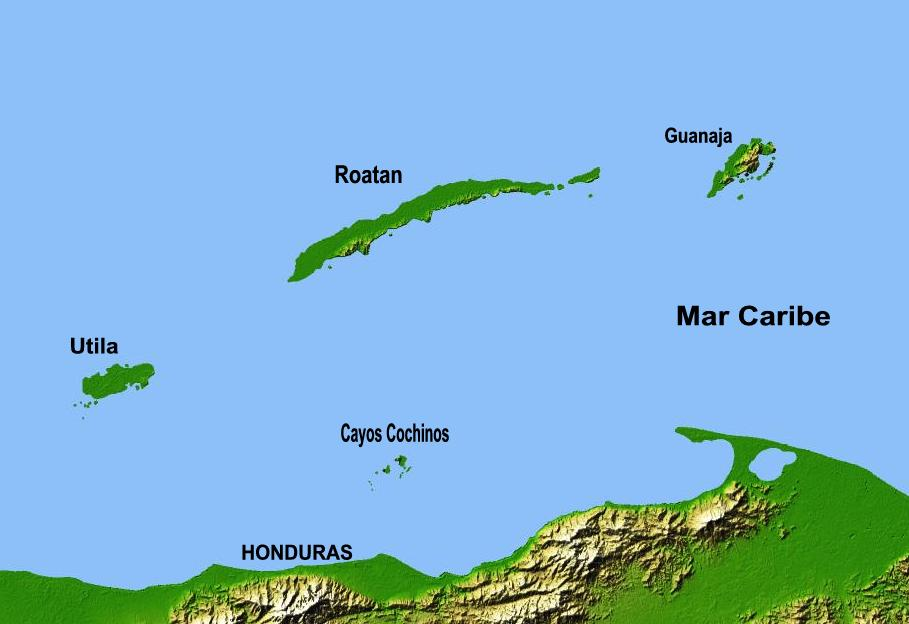
Îles de la Baie
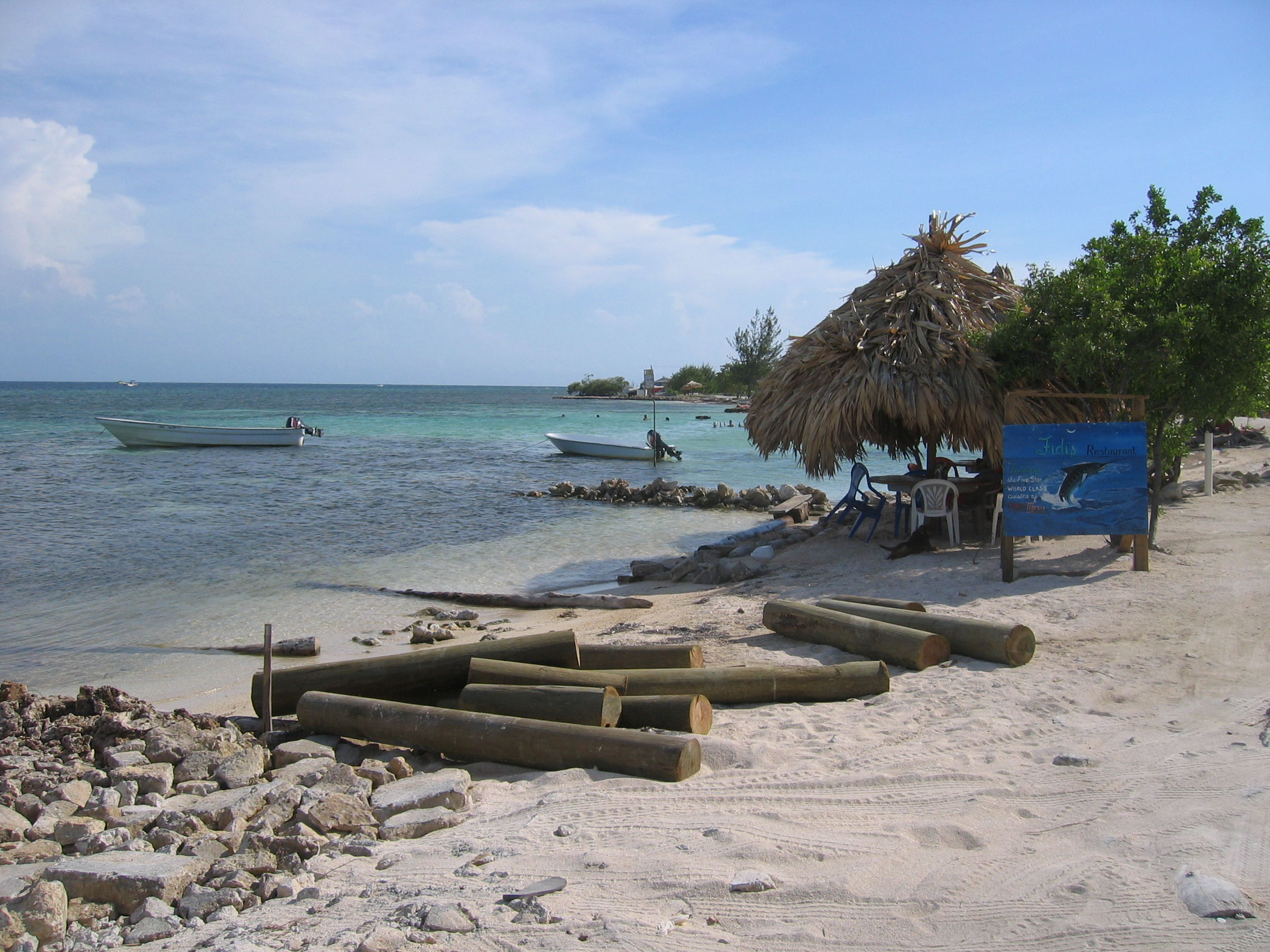
Plage principale de l'île